# ヴァラジュディン郡

ヴァラジュディンスカ郡の位置

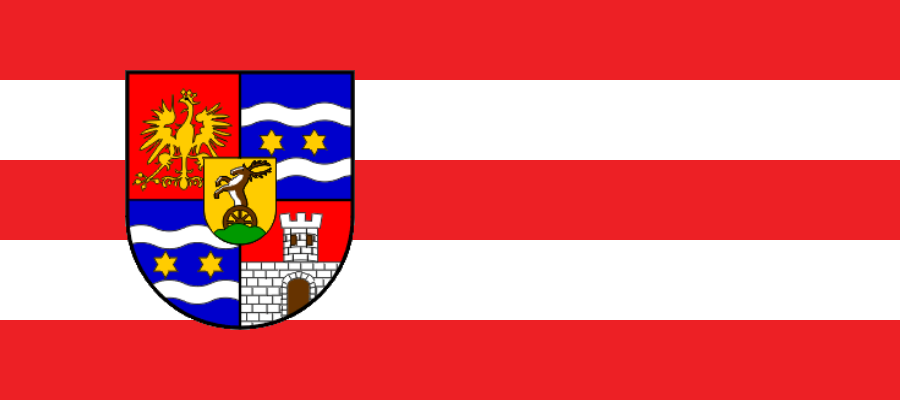
郡の旗

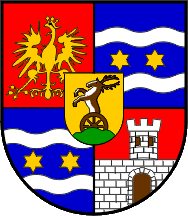

ヴァラジュディン郡(ヴァラジュディンぐん、Varaždinska županija)は中央クロアチアに位置する郡。郡都はヴァラジュディン。

## 地理
メジムリェ郡、クラピナ＝ザゴリエ郡、コプリヴニツァ＝クリジェヴツィ郡、またザグレブ郡と接している。